# Kaple svatého Cyrila a Metoděje (Olomouc)
Kaple svatého Cyrila a Metoděje zvaná také Moravská kaple je zaniklá kaple v Olomouci. Nacházela se v areálu hřbitova u kostela svatého Mořice (hřbitov zrušen v roce 1784) a byla nejvýznamnější ze čtyř místních hřbitovních kaplí. Kromě ní se na hřbitově nacházela ještě kaple svatého Mikuláše ze 14. století (první zmínka 1331, zbořena 1549), kaple svaté Anny a svatého Augustina z roku 1403 a kaple svatých Felixe a Adaukta z roku 1360, zbořena po požáru roku 1492.

## Historie
- kaple pochází nejspíše ze 14. století
- 1452: první zmínka o kapli
- 1516: v kapli se konají bohoslužby v českém jazyce (po dlouhou dobu jediné v Olomouci)
- 1709: při rozsáhlém požáru města vyhořela i tato kaple[2]
- 1723–1727: kaple přestavěna a rozšířena na kostel pro 300 lidí
- 1784: kaple i hřbitov u sv. Mořice zrušeny reformou císaře Josefa II.
- po roce 1784: kaple sloužila jako vojenské skladiště, brzy nato zbořena
- 70. a 80. léta 20. století: objev základů kaple při archeologickém výzkumu na staveništi obchodního domu Prior

## Popis
- Kaple se nacházela poblíž jižní věže mořického chrámu na rohu dnešní Úzké ulice a Mořického náměstí.
- V interiéru byly čtyři oltáře: hlavní oltář sv. Cyrila a Metoděje a boční oltáře svatého Josefa, svatých Andělů strážných a Panny Marie.
- V kapli se nacházely pozdně gotické dřevořezby Ukřižovaného Krista, Panny Marie a svatého Jana, které našly své nové místo na barokním oltáři při jižní věži chrámu sv. Mořice.
- Těsně vedle kaple se nacházel Dům hrobníků a Městská škola u sv. Mořice. Oba objekty byly zbourány koncem 18. století.